# Лудвиг VI (Тек)
Лудвиг VI фон Тек (на немски: Ludwig VI von Teck; на италиански: Ludovico di Teck; * ок. 1375; † 19 август 1439, Базел) от страничната линия Тек на рода на Церингите, е херцог на Тек (1401 – 1411) и патриарх на Аквилея (1412 – 1439).

## Биография
Той е най-малкият син на херцог Фридрих III фон Тек († 1390) и съпругата му графиня Анна фон Хелфенщайн-Блаубойрен († 1392), наследничка на Фалкенщайн, дъщеря на граф Улрих XI фон Хелфенщайн († 1361) и Беатрикс фон Шлюселберг († 1355). Брат е на Конрад V († 1386), херцог на Тек (1361 – 1386), Георг († 1422), доктор по теология, австрийски приор в Минделхайм, Фридрих IV († 1411), херцог на Тек (1391), и Улрих II († 1432), херцог на Тек (1391 – 1432).
Лудвиг VI следва в университета в Падуа и получава там жителство на 4 януари 1395 г. През 1402 г. той кандидатства неуспешно за патриарх на Аквилея. Лудвиг VI фон Тек е избран от капитела на Аквилея на 6 юли 1412 г. за патриарх на Аквилея и през 1420 г. е изгонен от венецианците.
Той умира на 19 август 1439 г. в Базел от чума и е погребан в църквата Картхойзер в Базел.